# Jean Mercure
Jean Mercure, pseudonimo di Pierre Isaac Libermann (Parigi, 27 marzo 1909 – Parigi, 24 giugno 1998), è stato un attore, scenografo e regista francese.

## Biografia
Jean Mercure nacque il 27 marzo 1909 a Parigi, con il nome di Pierre Isaac Libermann.
Studiò al Lycee Rollin di Parigi e iniziò a lavorare come giornalista, ma fu presto attratto dal teatro, dove debuttò nel 1934 con Gaston Baty e altri registi innovativi. La sua prima interpretazione importante fu nel revival di L'opera da tre soldi di Bertolt Brecht nel 1937.
Sua moglie Jandeline, sposata nel 1936, era molto apprezzata, sia come attrice che come amante lettrice, da François Villon a Jacques Prévert. Recitò spesso in opere teatrali dirette dal marito.
Mercure iniziò a farsi un nome come drammaturgo, principalmente con adattamenti di romanzi e film, e uno dei suoi primi successi fu Boudu salvato dalle acque (1932), tratto da un'opera di Jean Renoir, film interpretato da Michel Simon.
Dopo l'inizio della seconda guerra mondiale, Mercure fondò, con Louis Ducreux e Andre Roussin, la Comédie de Lyon, dove apparve nel Il barbiere di Siviglia di Pierre-Augustin Caron de Beaumarchais, ne Le furberie di Scapino di Molière, e nel suo adattamento del racconto di Prosper Mérimée, Le Carrosse du Saint-Sacrement (1941), che divenne un altro soggetto per il film La carrozza d'oro (1952), diretto da Jean Renoir e interpretato da Anna Magnani e Duncan Lamont.
Ricevette il suo primo incarico dalla Comédie-Française per mettere in scena Le Cardinal d'Espagne di Henry de Montherlant (1960). Altre produzioni in cui dimostrò la sua versatilità e il virtuosismo teatrale furono The Living Room (1954) di Graham Greene, Tea and Sympathy (1956) di Robert Anderson e il suo adattamento del classico Vol de Nuit di Antoine de Saint-Exupéry nel 1960.
Nel 1958, con i suoi colleghi André Barsacq, Jean-Louis Barrault e Raymond Rouleau fondò il "Nouveau Cartel".
Lui e Jandeline spesso portavano le loro produzioni in tournée in tutto il mondo e nel 1966 recitarono nel Don Giovanni o Il convitato di pietra di Moliere a Tokyo.
Fu attore e scrittore noto anche nel cinema, soprattutto per La spada e la rosa (1953), L'uomo e il diavolo (1954), La battaglia di Austerlitz (1960), e Mille miliardi di dollari (1981), anche se la maggiore popolarità arrivò dal teatro.
Nel 1968 Mercure e Jandeline furono incaricati di ridare lustro al Sarah Bernhardt Theatre, e pensarono di trasformare il locale in un elegante luogo d'incontro parigino, rispettando la tradizione populista di Jean Vilar e del suo Théâtre National Populaire (TNP) :nacque così il Théâtre de la Ville, che Mercure diresse dal 1968 al 1985.
Oltre ai lavori di ristrutturazione architettonica, Mercure propose spettacoli di un'ora dalle 18:30 di sera, attirando il pubblico nel bel mezzo dell'ora di punta con varietà di altissima qualità a prezzi d'occasione, tra i quali i concerti di grandi artisti come Andrés Segovia, Claudio Arrau e Juliette Gréco, e le rappresentazioni di opere di Fëdor Dostoevskij e di Friedrich Dürrenmatt.
Mercure e Jandeline si congedarono dal loro pubblico nel 1986, al Theatre Fontaine.
Jean Mercure si diede la morte, assieme alla moglie, il 24 giugno 1998 a Parigi.

## Teatro

### Regista
- La scuola dei mariti, di Molière (1942);
- Le Fleuve étincelant, di Charles Langbridge Morgan (1945);
- Mégarée, di Maurice Druon (1946);
- Dieu le savait !, di Armand Salacrou (1950);
- La scuola delle mogli, di Molière (1951);
- Casa di bambola, di Henrik Ibsen (1952);
- La Tour d'ivoire, di Robert Ardrey (1958);
- Volo di notte, di Luigi Dallapiccola (1960);
- Le Cardinal d'Espagne, di Henry de Montherlant (1960).

## Filmografia

### Attore
- Le Héros de la Marne, regia di André Hugon (1938)
- Les Vagabonds du rêve, regia di Charles-Félix Tavano (1949)
- Trois femmes, regia di André Michel (1952)
- La spada e la rosa (The Sword and the Rose), regia di Ken Annakin (1953)
- L'uomo e il diavolo (Le Rouge et le noir), regia di Claude Autant-Lara (1954)
- All'ombra della ghigliottina (Dangerous Exile), regia di Brian Desmond Hurst (1957)
- Il gorilla vi saluta cordialmente (Le Gorille vous salue bien), regia di Bernard Borderie (1958)
- La battaglia di Austerlitz (Austerlitz), regia di Abel Gance (1960)
- Mille miliardi di dollari (Mille milliards de dollars), regia di Henri Verneuil (1982)